# 皮爾納峰
皮爾納峰（英語：Pirner Peak），是南極洲的山峰，位於南喬治亞群島，處於皮爾納角西北面1.3公里的皇家灣，是小莫爾特克港入口處北部，由英國海外領土管轄。